# Caliphaea confusa
Caliphaea confusa – gatunek ważki z rodziny świteziankowatych (Calopterygidae). Występuje w północno-wschodnich Indiach, Bhutanie, Nepalu, Mjanmie, północnym Wietnamie oraz w Chinach (w tym w Tybecie).